# Sete Sábios
Os Sete Mestres Sábios (também chamados Sete Sábios ou Sete Reis Magos) é um compêndio de histórias com origem no sânscrito, persa ou hebreu.

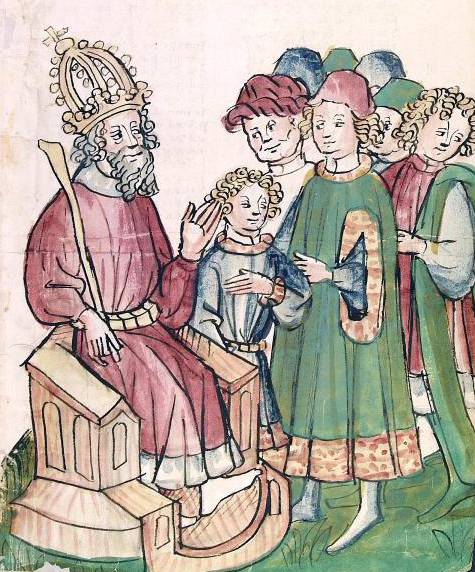
O Imperador Pontianus, o filho Diocleciano e os Sete Mestres Sábios (Cod pal. alemão 149 em Heidelberg)

## História e enredo
O Sultão envia o filho, o jovem Príncipe, a ser educado longe da corte nas sete artes liberais por Sete Mestres Sábios. De volta à corte, a madrasta, a imperatriz, tenta seduzir o Príncipe. Afim de protegê-lo, Sindibad, o grande-mestre dos Sete Sábios impõe-lhe uma semana de silêncio. Entretanto, a imperatriz tenta convencer o marido a sentenciar o Príncipe à morte, acusando-o de sete histórias que ela relata ao imperador em vão; cada relato seu é refutado pelos Sete Mestres Sábios liderados por Sindibad. Finalmente, o príncipe cumpre o voto de silêncio, a verdade é exposta e a malvada imperatriz é executada.
Este quadro narrativo serviu como forma permeável de transmissão de contos para públicos diferentes.

## Origens
O ciclo de histórias, que figura em muitas línguas europeias, é de origem oriental.  Uma coleção análoga existe em sânscrito, atribuída ao filósofo indiano Syntipas no primeiro século AC, embora o original indiano seja desconhecido. Outras origens sugeridas são o persa (visto que os primeiros textos sobreviventes são em persa) e hebraico (uma cultura com contos semelhantes, como o de José na Bíblia).

## História posterior
Contam-se centenas de textos europeus sobreviventes. Normalmente contêm quinze contos, um de cada sábio, sete da madrasta e um do príncipe; embora a estrutura seja preservada, apenas quatro dos contos europeus mais comuns têm correspondente na versão oriental.
Passando do Oriente através do árabe, persa, siríaco e grego, a obra foi conhecida como O Livro de Sindibd e traduzida do grego para o latim no século XII por Jean de Hauteseille (João de Alta-Silva), um monge da abadia de Haute-Seille perto de Toul, com o título de Dolopathos (ed. Hermann Österley, Estrasburgo, 1873). Este compêndio foi traduzido para o francês cerca de 1210 por um trovador chamado Herbers, intitulado Li romans de Dolopathos. Outra versão francesa, Li Romans des sept sages, veio dum original diferente, em latim.
Os livros com capítulos em alemão, inglês, francês e espanhol do compêndio, resultam por sua vez doutro original ainda, também em latim. Três romances métricos provavelmente baseados no francês ou occitano e datando do século XIV, existem em inglês. O mais importante deles é The Sevyn Sages, de John Rolland de Dalkeith, editado para o Bannatyne Club (Edimburgo, 1837).

## Legado literário
Esta coleção posteriormente forneceu contos que circularam nas tradições orais e escritas. Giovanni Boccaccio usou muitos deles na sua famosa obra, o Decamerão.
O romance em latim obteve grande difusão no século XV, e Wynkyn de Worde imprimiu uma versão em inglês cerca de 1515. Ver:
- Gaston Paris, Deux rédactions du "Roman des sept sages de Rome" (Duas redações do "Romance dos sete sages de Roma") (Paris, Société des anciens textes français, 1876)
- Georg Büchner, Historia septem sapientium (Erlangen, 1889)
- Killis Campbell, Um Estudo do Romance dos Sete Sábios com referência especial às versões inglesas intermediárias (Baltimore, 1898)
- Domenico Comparetti, Researches respecting the Book of Sindibdd (Folk-Lore Soc., 1882). [1]

## Estórias
A coleção de lendas poderá ter dado origem ao tipo de contos de Aarne-Thompson-Uther ATU 671, "As Três Línguas". A lenda narra um humilde rapaz do Povo, que entende a linguagem dos animais, os quais contam entre si que o rapaz há-de vir a ser o Senhor daquela terra no futuro. Os pais ao ouvir tal afronta, expulsam-no de casa. Após uma série de aventuras, o rapaz torna-se rei ou papa e decide voltar à família. Os pais servem-no com água e toalha e ele finalmente revela-lhes a sua identidade.